# All My Love To You
「All My Love To You」（オール マイ ラブ トゥー ユー）は、日本のアイドルグループDA PUMPの16枚目のシングル。2001年11月7日発売。発売元はavex tune。

## 概要
- 前作から4ヶ月ぶりとなるシングル。
- 売り上げ枚数は13万5350枚。
- 2001年11月9日FUNに出演。
- 2001年11月12日HEY!HEY!HEY! MUSIC CHAMPに出演。
- 2001年12月22日ポップジャムに出演。
- 2013年12月4日にAAAのリーダー浦田直也がISSAをゲストボーカルに招いて、カバーアルバム「UNCHANGED」にてカバー。

## 収録曲
1. All My Love To You'(4:11)
作詞：m.c.A・T、作曲：富樫明生、編曲：富樫明生・村田陽一
2. Dragon Screamer(3:58)
作詞：m.c.A・T・YUKINARI、作曲・編曲：富樫明生
3. Fireballkidz(3:29)
作詞：m.c.A・T、作曲・編曲：富樫明生
4. All My Love To You (original karaoke)(4:11)
5. Dragon Screamer (original karaoke)(3:58)
6. Fireballkidz (original karaoke)(3:29)

## 収録アルバム

### All My Love To You
- オリジナル『THE NEXT EXIT』（2002年2月20日）
- オリジナル『ドラマティック・ソングス』（2004年12月1日）
- ベスト『Da Best of Da Pump 2 +4』（2006年3月8日）
- 浦田直也 カバーアルバム『UNCHANGED』（2013年12月4日）

### Dragon Screamer
- オリジナル『THE NEXT EXIT』（2002年2月20日）
- オムニバス『SINGLE HITS COLLECTION Best Of avex anime』（2003年12月17日）

## タイアップ
- All My Love To You：日本テレビ連続ドラマ「レッツ・ゴー!永田町」主題歌/苗場スキー場CMソング
- Dragon Screamer：テレビ東京テレビアニメ「キャプテン翼」オープニングテーマ
- Fireballkidz：ホーユー「Beauteen」CMソング